# Оросія
Оросія (рум. Orosia) — село у повіті Муреш в Румунії. Входить до складу комуни Куч.
Село розташоване на відстані 271 км на північний захід від Бухареста, 33 км на захід від Тиргу-Муреша, 54 км на південний схід від Клуж-Напоки, 144 км на північний захід від Брашова.

## Населення
За даними перепису населення 2002 року у селі проживали 180 осіб. Рідною мовою 178 осіб (98,9%) назвали румунську.
Національний склад населення села:
| Національність | Кількість осіб | Відсоток |
| -------------- | -------------- | -------- |
| румуни         | 170            | 94,4%    |
| цигани         | 8              | 4,4%     |